# Marchandage du travail
Il marchandage du travail è una pratica illegale, definita dal Codice del Lavoro Francese quale atto di "interposizione", appalto di "mere prestazioni di lavoro", cioè attività che continuano o cominciano al di là del collocamento, in quanto gli intermediari privati non si limitano a porre in contatto aspiranti datori e lavoratori del mercato del lavoro, ma assumono formalmente i lavoratori per farli operare alle reali dipendenze altrui, liberando il datore dalla propria responsabilità giuridica ed economica nei confronti dei lavoratori direttamente occupati, scaricandola su altri soggetti, intermediari o interposti, sì da potersi assicurare manodopera aggiuntiva in maniera meno costosa e più flessibile.

## Storia
Questo comportamento compare per la prima volta nel XIX secolo e viene punito da una legge del 2 marzo 1848, corretta poi il 31 gennaio 1901.

## Disposizioni legali

### Tipologia
La legge francese punisce questo tipo di comportamento, poiché costituisce un delitto, tranne nel caso di lavoro a tempo determinato e a tempo parziale.

### Sanzioni previste
Gli articoli L8231-1 ed L8241-1 del Codice del Lavoro francese puniscono la pratica sia dal punto di vista civile che penale.
- Dal punto di vista civile, la pratica è punita con il risarcimento dei guadagni mancati ai lavoratori sfruttati.
- Dal punto di vista penale, i singoli che sfruttano i lavoratori sono puniti con la carcerazione fino a due anni e/o un'ammenda di 30.000 euro, con la sanzione accessoria eventuale del divieto di esercitare l'attività di subappaltatore di manodopera dai 2 ai 10 anni, mentre le aziende coinvolte l'ammenda è di 150.000 euro, con eventuali sanzioni accessorie, quali la dissoluzione o l'interdizione dall'esercizio.

## Dottrina
Il contratto di lavoro è costituito dal rapporto di subordinazione, la prestazione lavorativa e la remunerazione; se manca il primo di essi, il contratto non è valido.